# Kadetten 29
Kadetten 29 (före detta 27) är en tidigare industribyggnad och livsmedelsfabrik för Norrmalms livsmedel vid Karlbergsvägen 77–81 i stadsdelen Vasastaden i Stockholm. Byggnaden uppfördes 1962 och ombyggdes 1973 efter ritningar av arkitekt Yngve Fredriksén. För fastigheten gäller en ny detaljplan från år 2020 som syftar till att bekräfta befintlig bebyggelse. Tidigare planer på rivning och uppförande av bostadshus slopades därmed.

## Bakgrund

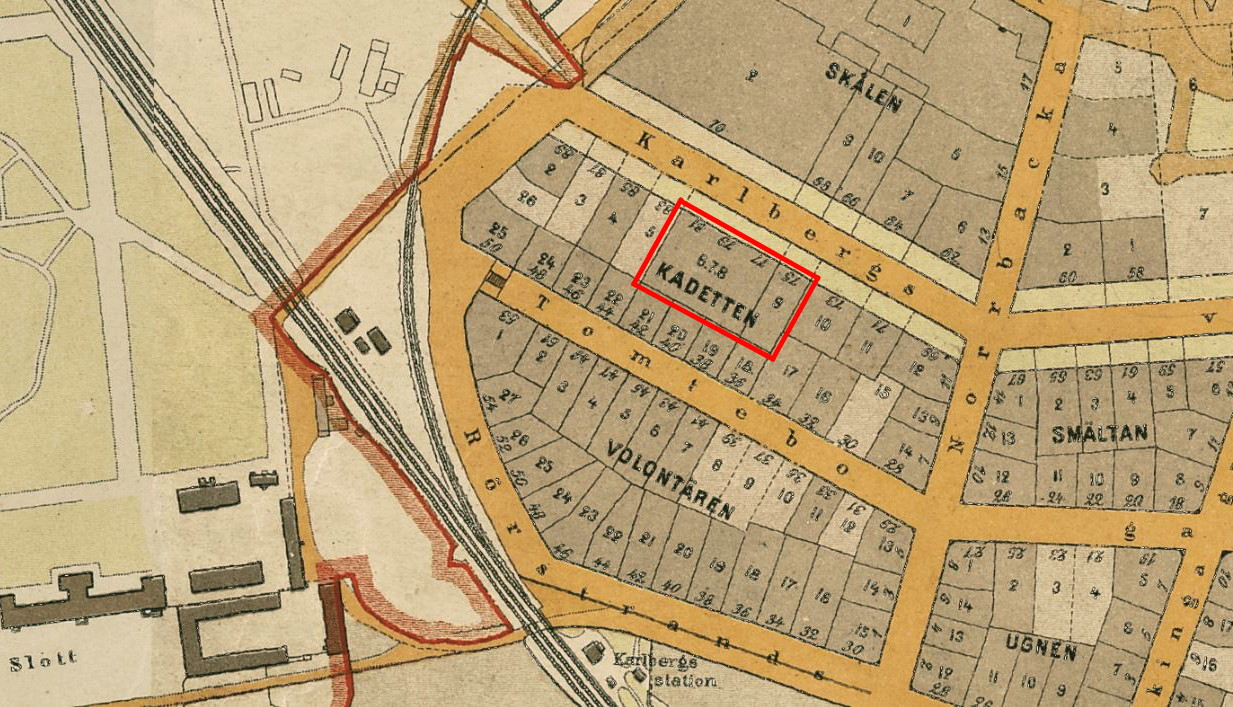
Kadetten 6, 7, 8 år 1909.

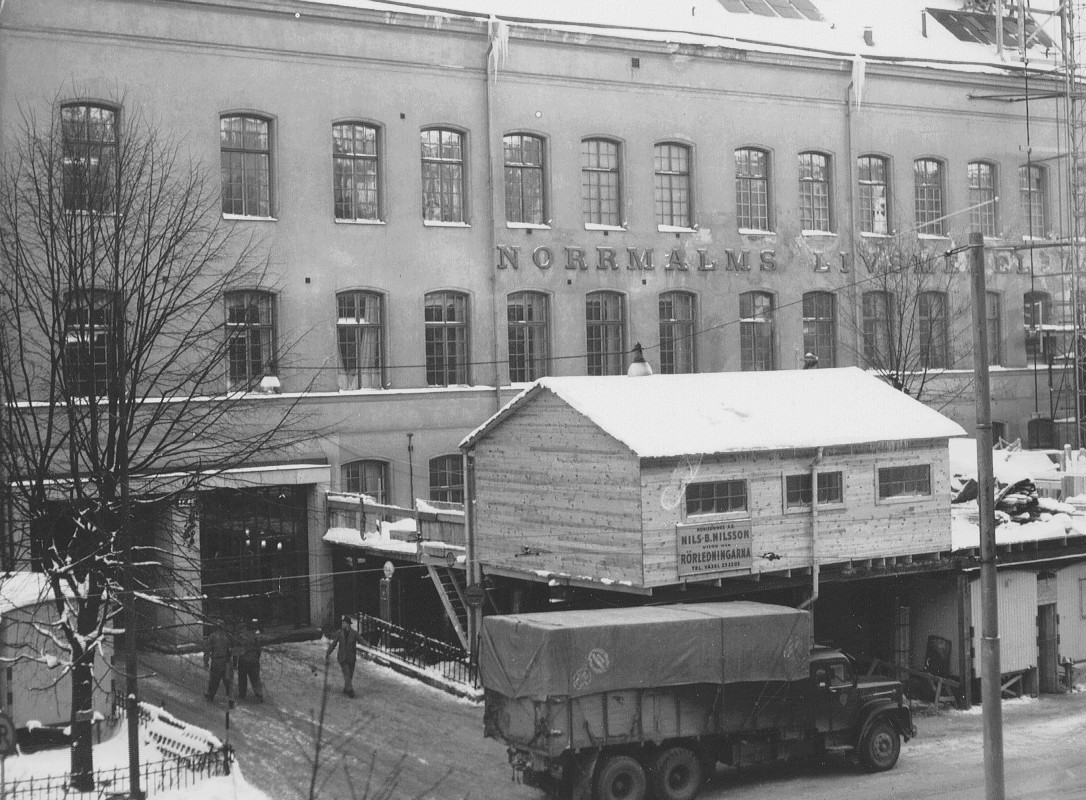
Gamla fabriken kort före rivning 1959.

Kvarteret Kadetten har, liksom kvarteret Volontären, sitt namn efter den närbelägna kungliga krigsskolan Karlbergs slott. Nuvarande kvartersstruktur tillkom med 1880 års stadsplan för Vasastaden. Kvarteret började bebyggas under 1900-talets början. Fastigheten Kadetten 27 (nuvarande 29) är en hopslagning av nr 6, 7 och 8. 
Här uppfördes 1906 för Slagteri AB Norrmalm (1927 namnändrad till Norrmalms livsmedels AB) en modern charkuterifabrik med möjlighet till framtida utökning. Bolaget grundades 1895 och drevs till 1926 av industrimannen Robert Ohlin. Till en början hade företaget sitt slakteri på grannkvarteret Skålen. Den nya anläggningen i Kadetten ritades och byggdes av byggnadsingenjören Erik Lindqvist. Han var tidigare bland annat ritare hos arkitekt Isak Gustaf Clason och biträdande byggledare vid bygget av Östermalms saluhall samt blev 1905 av Murmestare Embetet godkänd murmästare. Från 1893 och framåt uppförde han ett sextiotal nybyggnader, däribland femton fabriksbyggnader.
Anläggningen bestod av en huvudlänga i tre våningar mot Karlbergsvägen med en flygelbyggnad inåt gården samt några lägre byggnader på gården för pannrum och stall. Vid den tiden skedde distributionen fortfarande med häst och vagn. Förutom livsmedelsindustrin på Karlbergsvägen hade företaget också 13 egna butiker i Stockholm och omkring 800 återförsäljare i hela Sverige. Någon slakt förekom inte längre, den hade övertagits av kommunala Enskede slakthus (invigd 1912).
Genom åren följde flera om- och tillbyggnader samt moderniseringar, men i slutet av 1950-talet hade lokalerna blivit för trånga och otidsenliga och företagsledningen beslöt att låta uppföra en ny eller en kraftig ombyggd industrianläggning. Uppdraget gick till arkitekt Evald Järv som i slutet av 1950-talet tillsammans med civilingenjör Paul Uesson framlade ritningar för en ”fullständig om- och tillbyggnad” av den gamla anläggningen. Gathuset fick då i stora drag dagens utseende. Ungefär samtidigt övertogs projektet av arkitektkontoret Fredriksén och Jedgard AB (sedermera FJ-Konsult) som drevs av arkitekt Yngve Fredriksén och dennes kompanjon byggnadsingenjören Bengt Jedgard. I början av 1959 revs den gamla byggnaden ovanför källarvåningens bjälklag och 1960 började byggarbetena. 

Ritningar
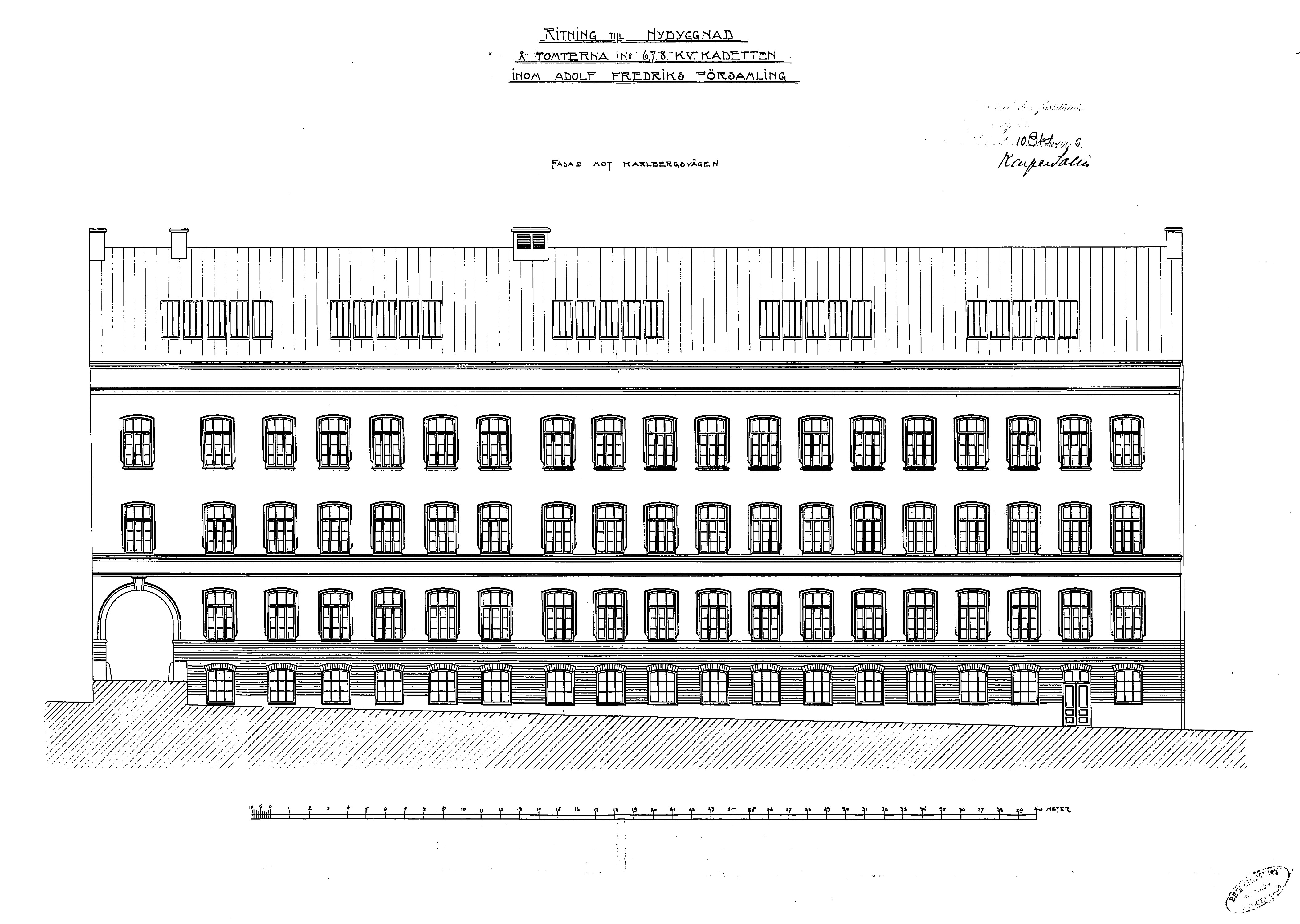
Fasad mot gatan, 1906.
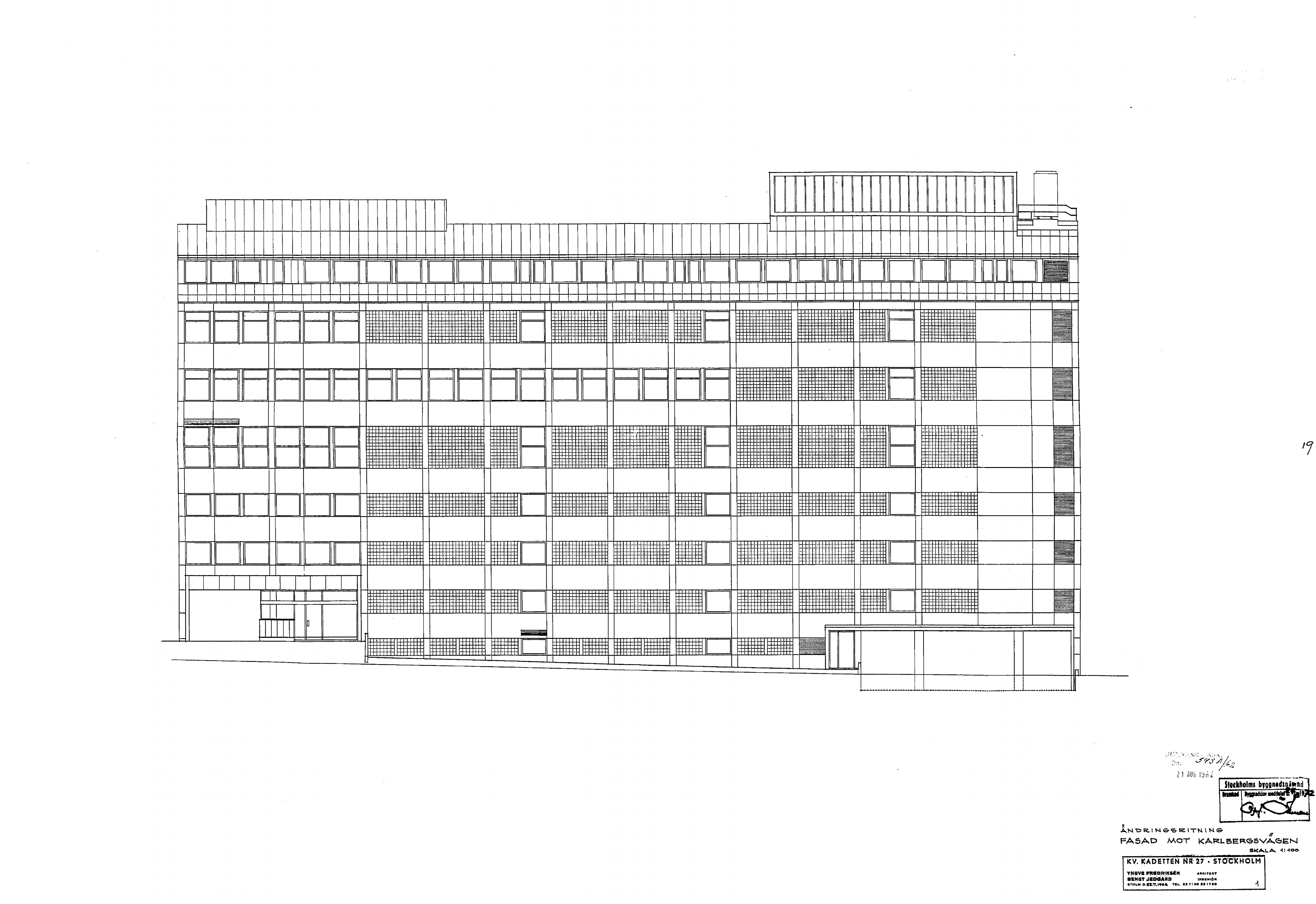
Fasad mot gatan, 1962.
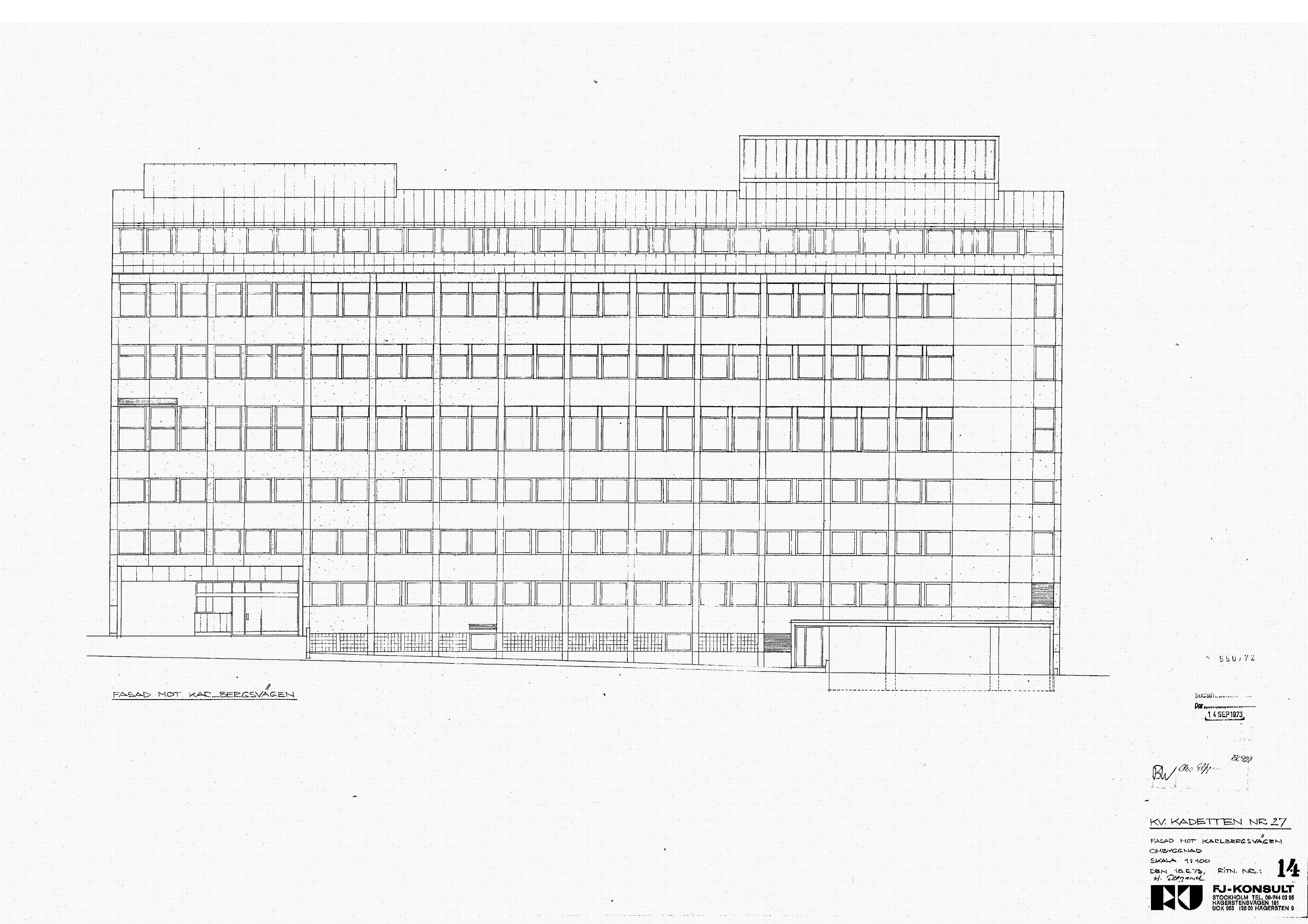
Fasad mot gatan, 1973.
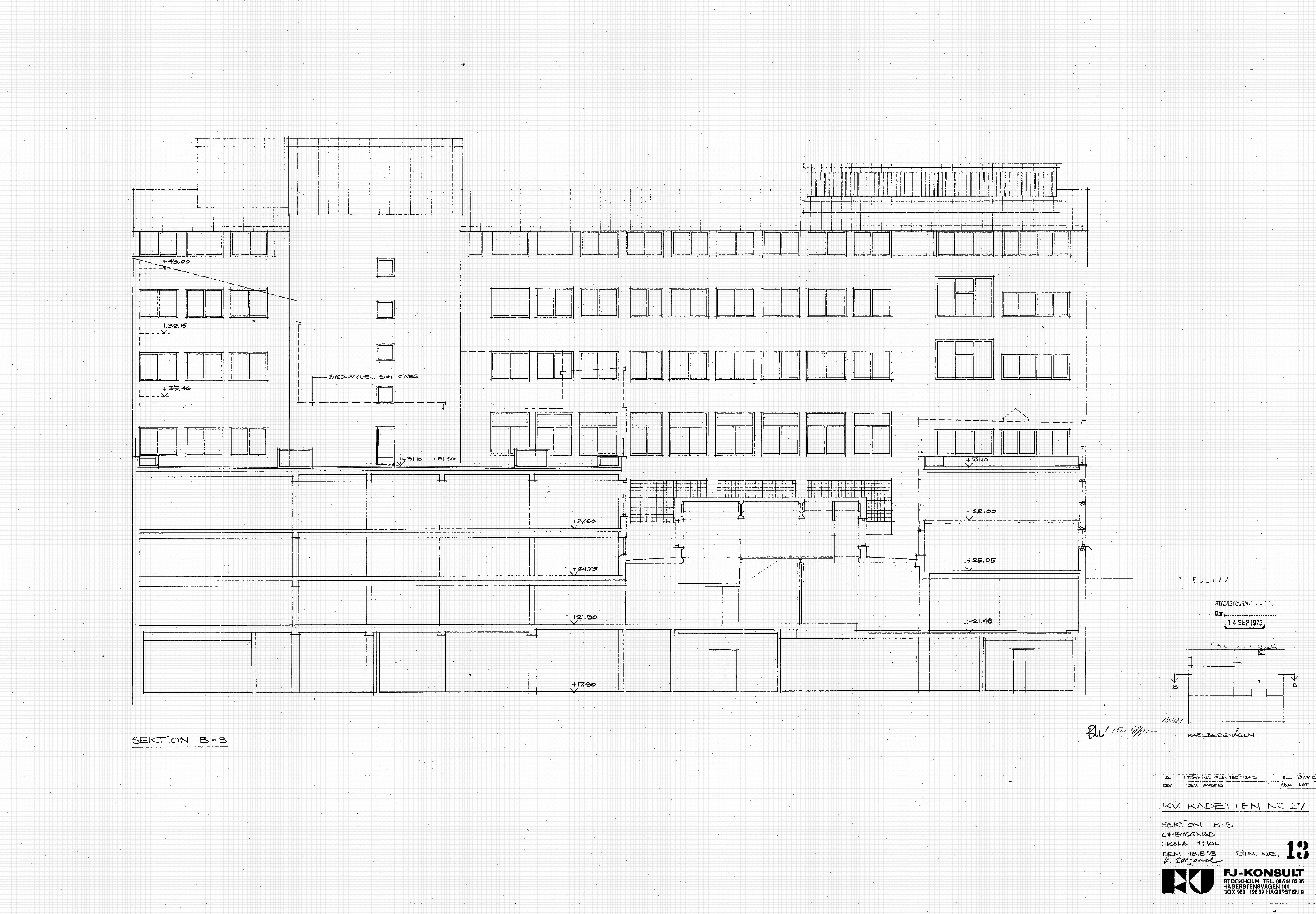
Fasad mot gården, 1973.

## Byggnadsbeskrivning

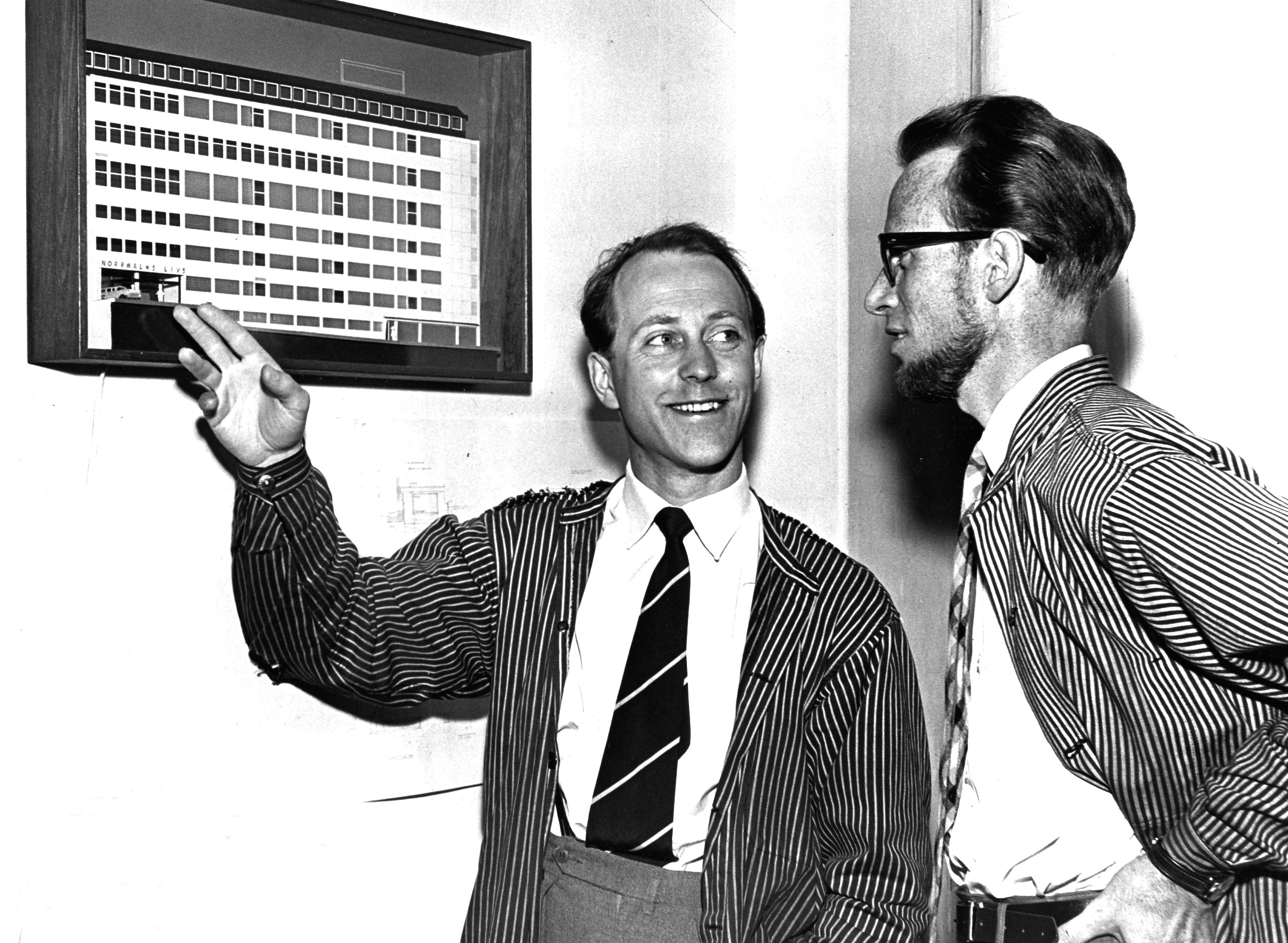
Jedgard (till vänster) och Fredriksén framför en fasadmodell 1960.

Den nya byggnadsdelen mot Karlbergsvägen fick samma höjd som omgivande bostadshus, totalt sex våningar ovan mark, två under mark och en indragen takvåning samt ett fläktrum tå taket. Flygelbyggnaderna mot gården gavs en lägre höjd än gatuhuset och hela gården under- och överbyggdes med fyra till fem våningar. Av den ursprungliga anläggningen kvarstod enbart delar av källarvåningen, gårdsbebyggelsen och pannrummet med den höga pannskorstenen. Fasaden mot gatan gestaltades stram och funktionell och utfördes av betongelement med yta av frilagd ballast bestående av vit marmorkross. Takvåningens fasad kläddes i rödmålad plåt. Fönstren anordnades som våningslånga band och bestod av aluminiumprofiler till kontorsdelen och av glashålblock till fabrikslokalerna vilket gav byggnaden karaktär. 
I byggnaden inrättades lokaler för bland annat styckning, charkuterifabrik, konservavdelning, bageri, konditori, industrikök för tillagning av färdiga rätter, dessutom stora utrymmen som matsalar och personalrum för de anställda. Golven i fabrikslokalerna belades med klinkerplattor och väggarna kläddes med kakel. Kontorsdelarna lades vid huvudtrapphuset som gavs en representativ utformning med exempelvis golvbeklädnad av kolmårdsmarmor och breda handledare av ädelträ. Chefsetagen med kontor för ledningen, konferensrum, undervisningslokal och laboratorium låg högst upp i den indragna takvåningen. Den vertikala kommunikationen mellan produktionsvåningarna sköttes av två stora varuhissar och ett eget trapphus. Det var dock ingen optimal lösning och gav dåligt varuflöde jämförd med en anläggning i ett plan. 

### Ombyggnad till kontor

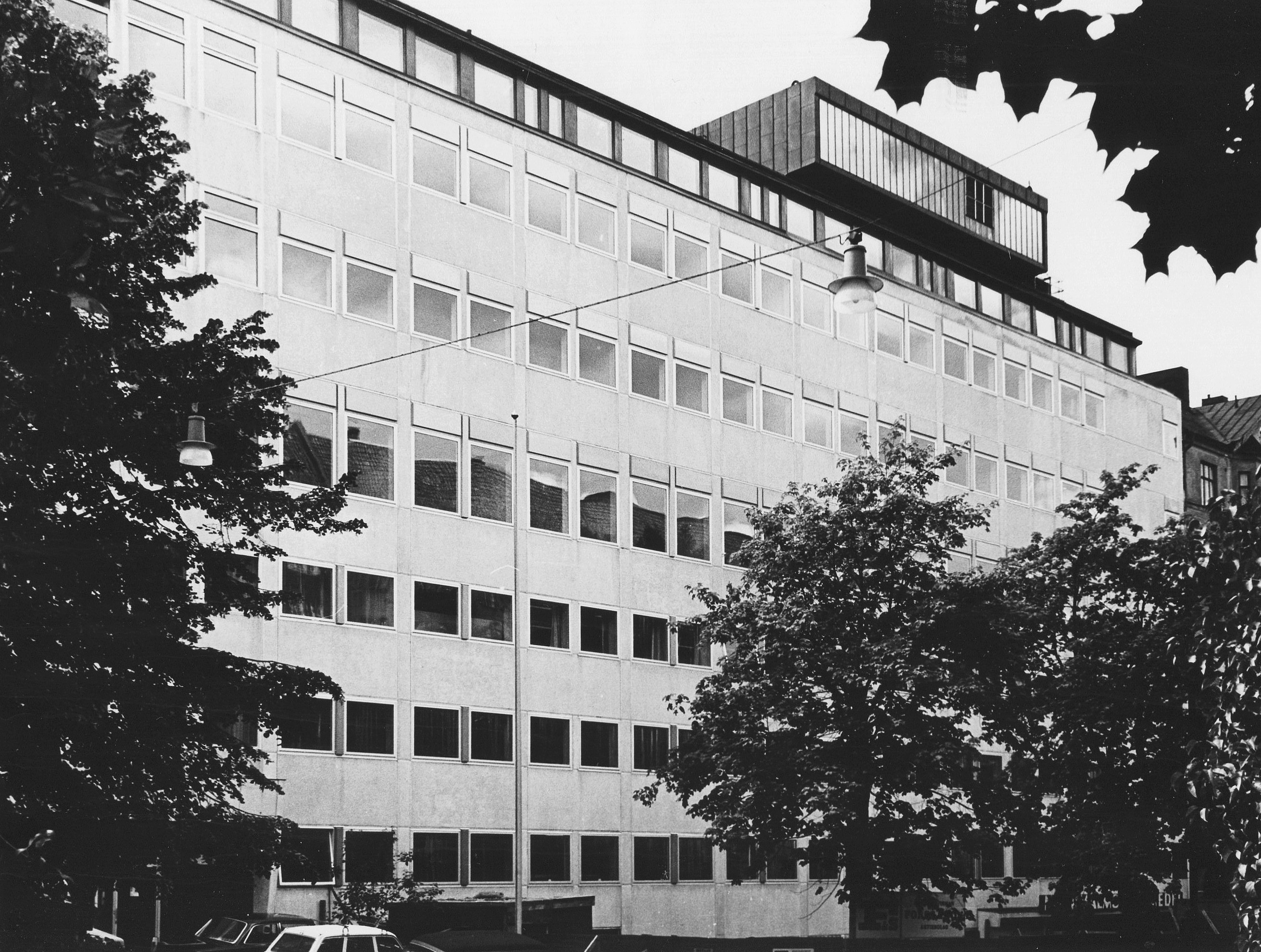
Fasaden efter ombyggnad 1979.

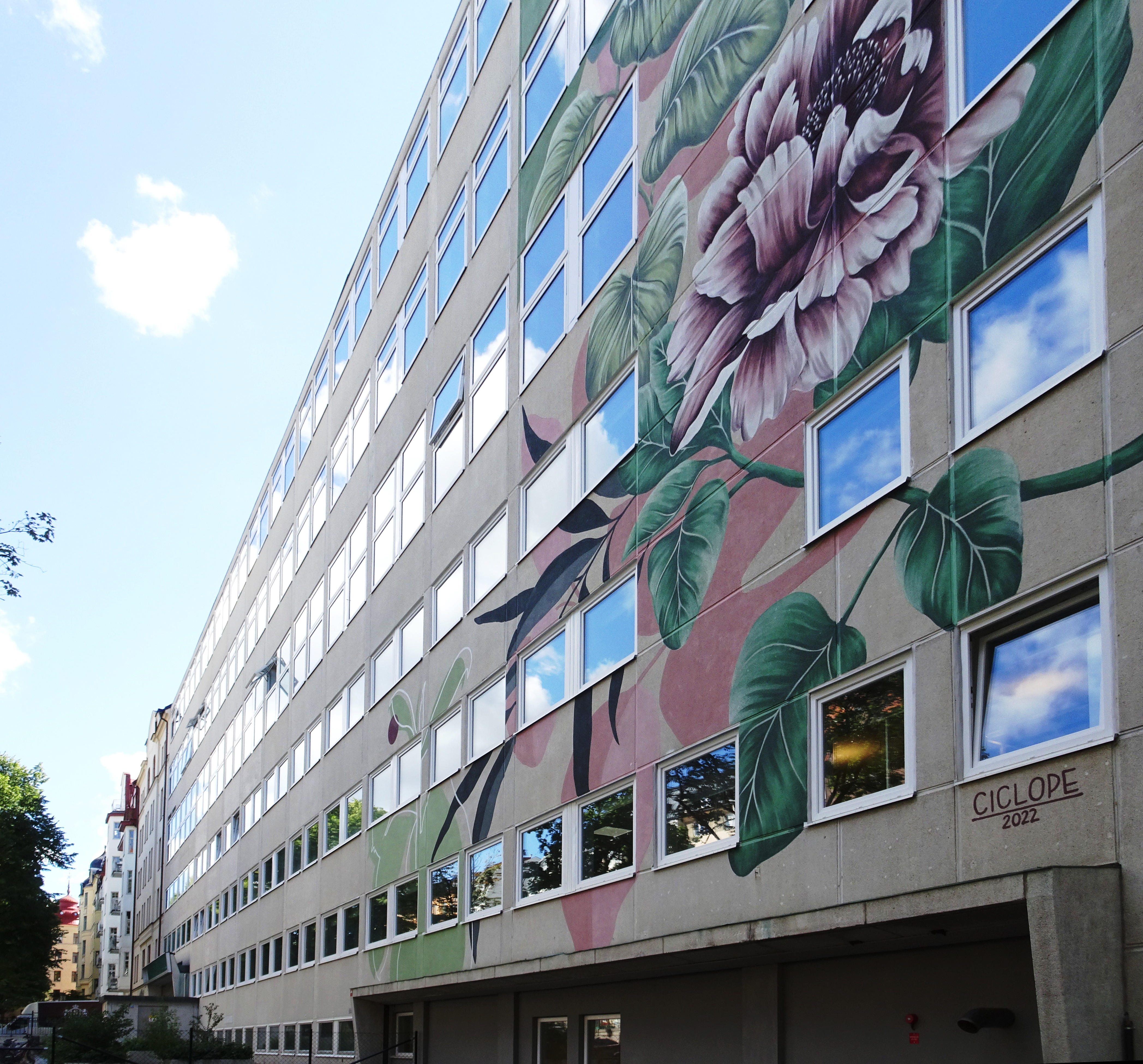
Fasaden med muralmålningen 2022.

Norrmalms livsmedelsbutiker (totalt 32) förvärvades 1970 av ICA. Därmed minskade livsmedelsproduktionen i Kadetten 27 vilket medförde behovet av en större ombyggnad som började 1973 och avslutades 1975. Uppdragsgivare var dåvarande fastighetsägare, Kommanditbolaget Kadetten i Stockholm Pagmar & Co. Affärsmannen Sten Pagmar (1919–2011) var mellan 1969 och 1988 verkställande direktör i Norrmalms Livsmedel AB och Norrmalms Korvfabrik AB. Även denna gång anlitades FJ-Konsult för arkitektuppdraget. Stora delar av gårdsbebyggelsen revs, fasaderna ändras och glasbetongpartierna ersattes med vanliga fönster. De tidigare produktionslokalerna ombyggdes till kontor som skulle hyras ut till olika företag. Viss livsmedelsproduktion fortgick till slutet av 1980-talet. Därefter genomfördes kontinuerligt förändringar och hyresgästanpassningar. Bland större hyresgäster fanns Omsorgsnämnden, klädföretaget Marc O'Polo, FFV Elektronik och Jensen education.

### Först rivning, sedan bevarande
I juni 2018 fastställdes en detaljplan som medgav rivning och bygget av ett nytt bostadshus. Planförslaget innebar att kontorshuset inom fastigheten Kadetten 29 skulle ersättas av ett nytt flerbostadshus med cirka 87 lägenheter och lokaler i bottenvåning. Initiativtagare var dåvarande fastighetsägare Scandinavian Property Group som 2014 förvärvat Kadetten 29.
Men en ny fastighetsägare tillträdde och planerna ändrades. I november 2020 vann en ny detaljplan laga kraft som bekräftar nuvarande bebyggelse med kontor och ger möjlighet till gymnasieskola samt centrum i bottenvåningarna. Ett vidare syfte med planen är också att bidra till fylla det stora behovet av skolplatser inom Norrmalms stadsdelsområde.
Nuvarande (2022) fastighetsägare är sedan januari 2020 Hemsö fastighets AB som i sin tur ägs till stor del av Tredje AP-fonden. Fastighetens uthyrbara yta uppgår till cirka 11 400 kvadratmeter. Enda hyresgäst är skolkoncernen Academedia som efter en omfattande ombyggnad genom Tengbom arkitekter nyttjar hela fastigheten. Inom ramen för festivalen WALLSTREET Stockholm 2022 smyckades en del av fasaden med en muralmålning utförd av Ciclope genom konstnärerna Maria Pilar Tolosa och Julián Facundo Razquin.

## Kulturhistoriskt värde
Fastigheten Kadetten 29 är gulmärkt av Stadsmuseet i Stockholm vilket innebär att bebyggelsen har positiv betydelse för stadsbilden. Enligt en antikvarisk förundersökning utförd av Nyréns Arkitekter representerar den tidigare industribyggnaden ett ”visst lokalhistoriskt värde eftersom den vittnar om Vasastadens utveckling och lokaliseringen av industrierna till det som då var Stockholms utkanter”.

### Noter

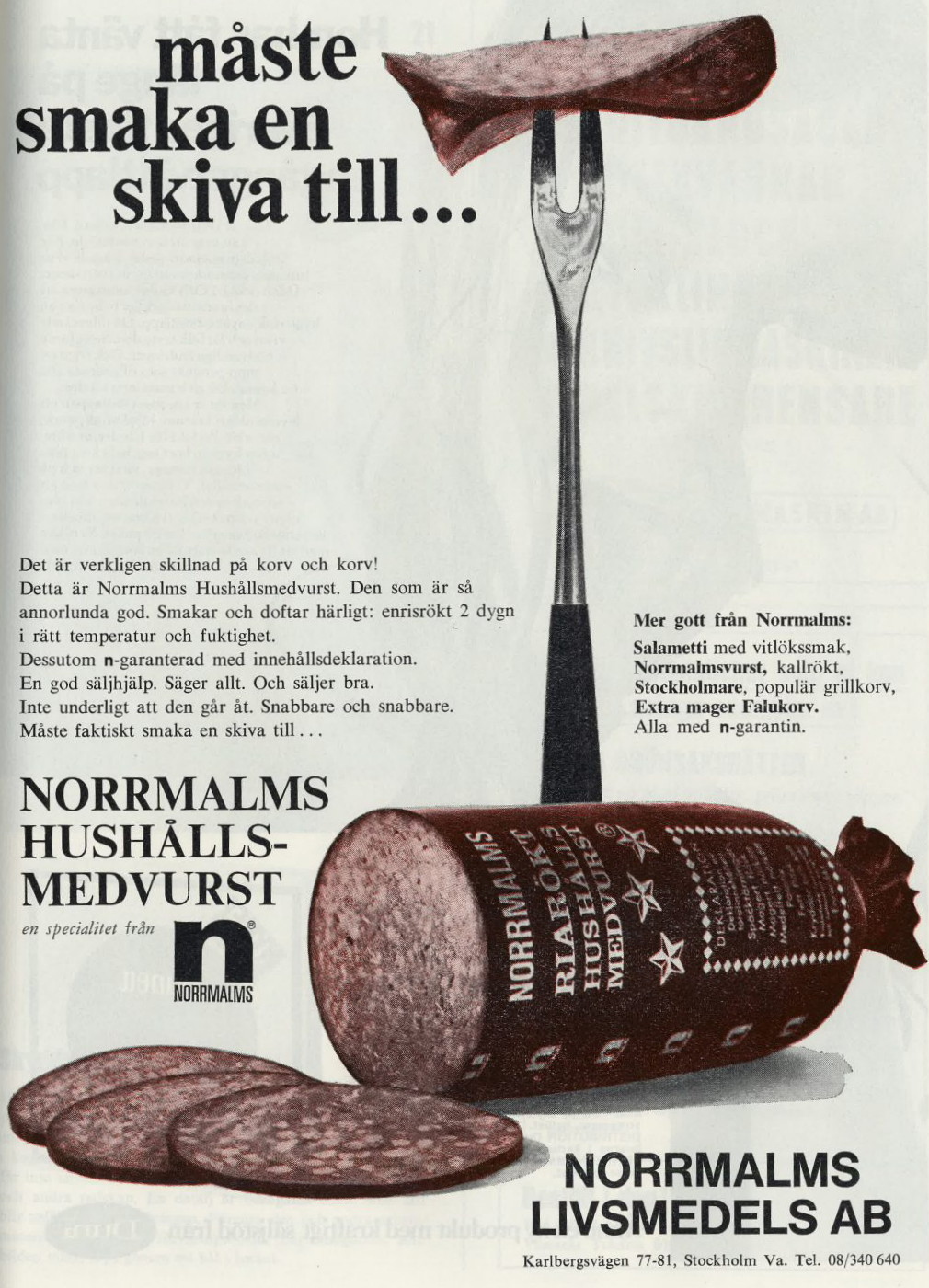
Reklam från 1967.